# Prescottia leptostachya
Prescottia leptostachya är en orkidéart som beskrevs av John Lindley. Prescottia leptostachya ingår i släktet Prescottia och familjen orkidéer. Inga underarter finns listade i Catalogue of Life.